# Skorpios
Skorpios (in greco Σκορπιός?) è un'isola privata nel Mar Ionio al largo delle coste della Grecia e subito ad est dell'isola di Leucade. Il censimento del 2001 riporta per essa 2 abitanti. Dal punto di vista amministrativo è parte della municipalità di Meganisi sotto la Prefettura di Leucade.

## Morfologia
L'isola è quasi interamente coperta da foreste da sud a nord e offre uno scenario di alberi di varie specie e colori.

## Storia
È principalmente conosciuta per essere stata l'isola personale dell'armatore greco Aristotele Onassis; sull'isola è stato celebrato il matrimonio tra Onassis e l'ex first lady statunitense Jacqueline Kennedy il 20 ottobre 1968. Dopo la morte di Onassis, l'isola è stata ereditata dalla figlia Christina, e successivamente dalla figlia di questa Athina Roussel. Onassis, il figlio Alexander e la figlia Christina sono sepolti nell'isola.
Poco si sa della frequentazione di Athina nell'isola e si crede che ella vi abbia passato poco tempo. Sono circolate notizie circa il tentativo di vendita dell'isola, al prezzo di 300 milioni di dollari. Bill Gates e la popstar Madonna sarebbero stati tra gli interessati all'acquisto dell'isola. Il 9 settembre 2010 i quotidiani italiani riportarono notizie circa l'avvenuto acquisto dell'isola da parte dello stilista Giorgio Armani, ma quest'ultimo smentì ufficialmente. Nell'aprile 2013 Athina Onassis accettò di vendere l'isola per la cifra di 117 milioni di euro al magnate russo Dmitrij Rybolovlev, il quale la acquistò come dono per sua figlia Ekaterina.